# Stretto delle Mentawai
Lo stretto delle Mentawai (indonesiano: Selat Mentawai) è uno stretto che separa Sumatra dalle isole Mentawai, nella provincia di Sumatra Occidentale, Indonesia. Lo stretto è lungo circa 430 km e largo dai 100 ai 150 km. La principale città sullo stretto è la capitale di Sumatra Occidentale, Padang.
| Controllo di autorità | VIAF (EN) 246986036 |